# 中東カルテット

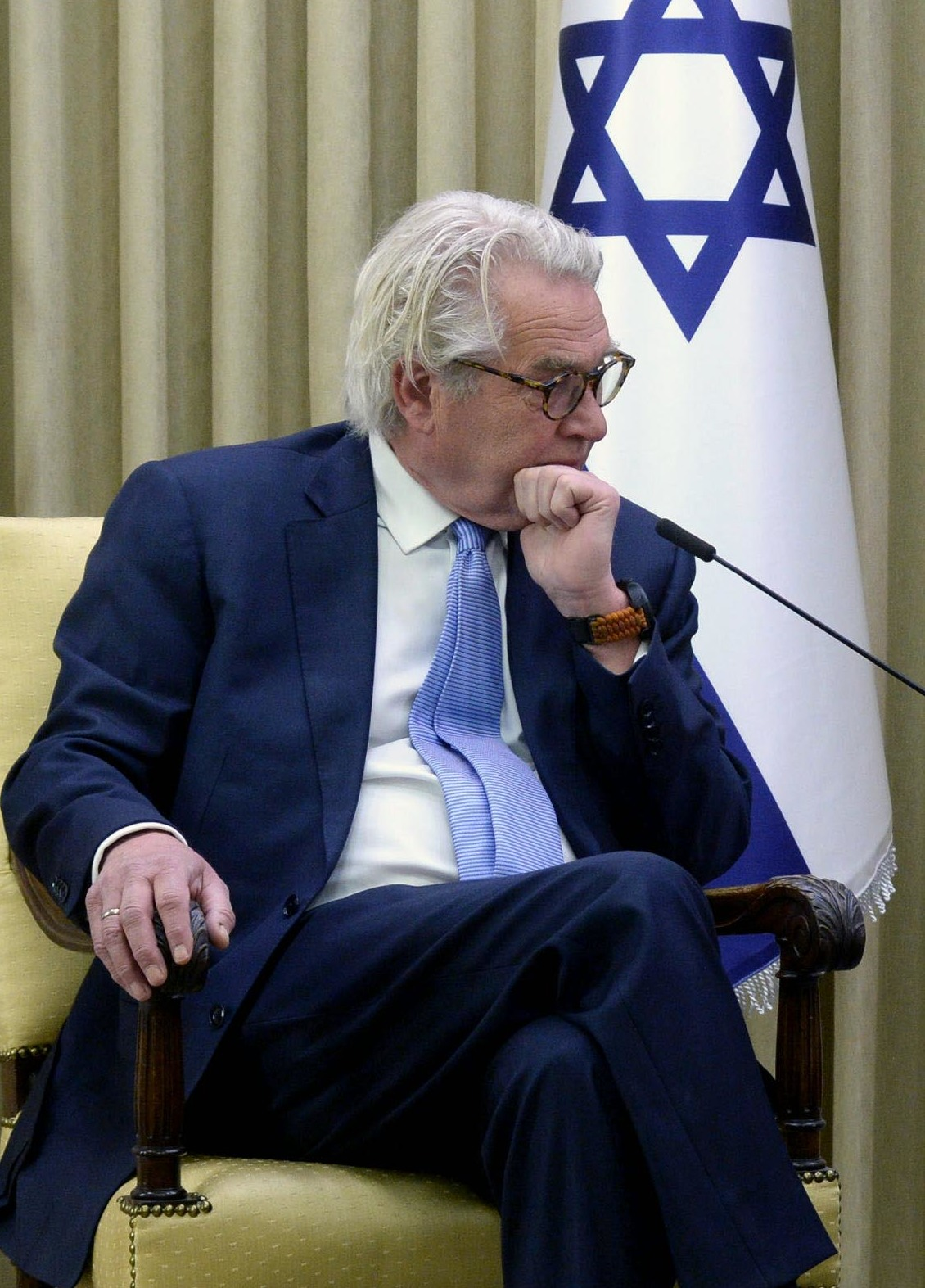
トル・ウェネスランド

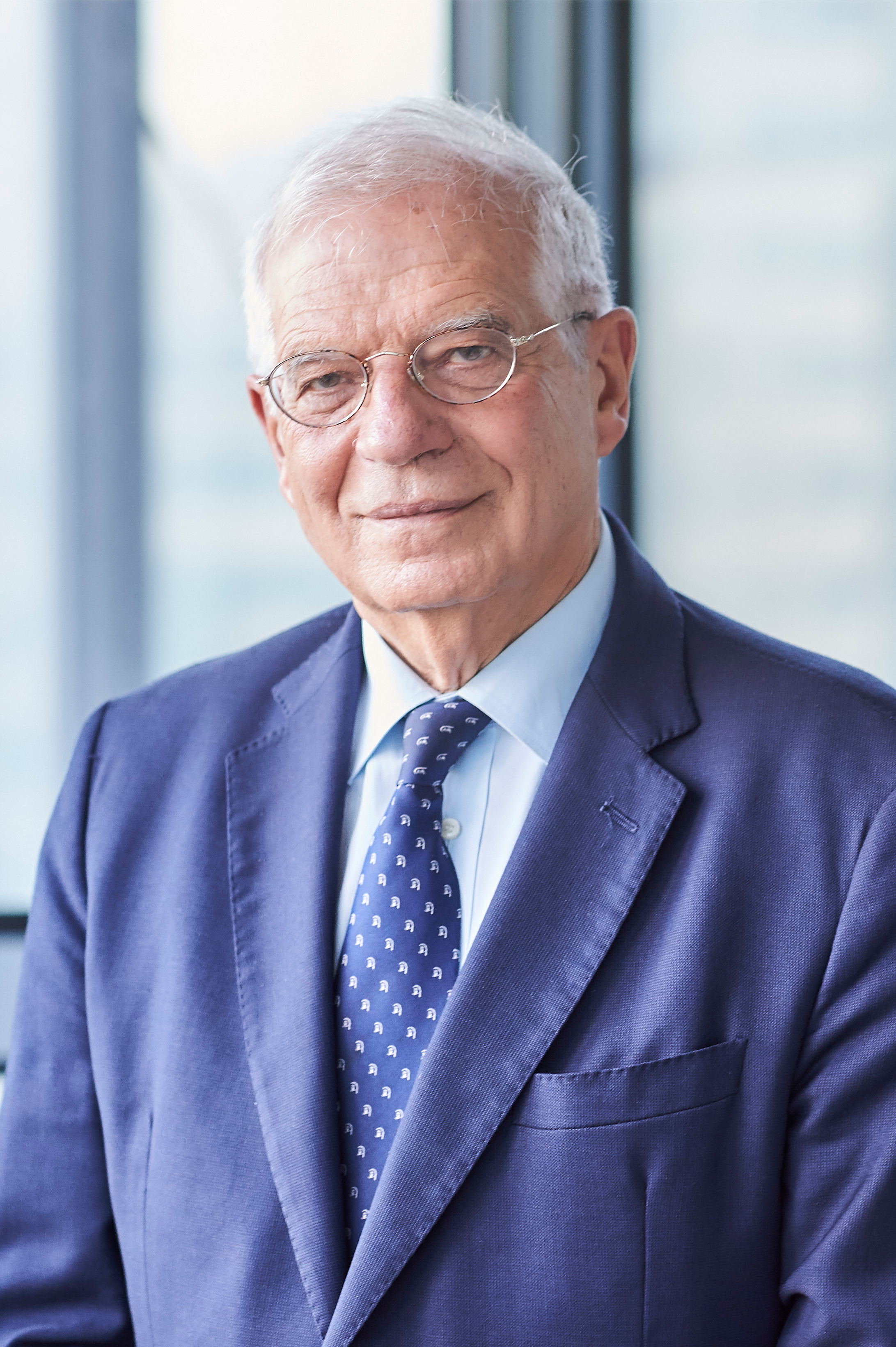
ジョセップ・ボレル

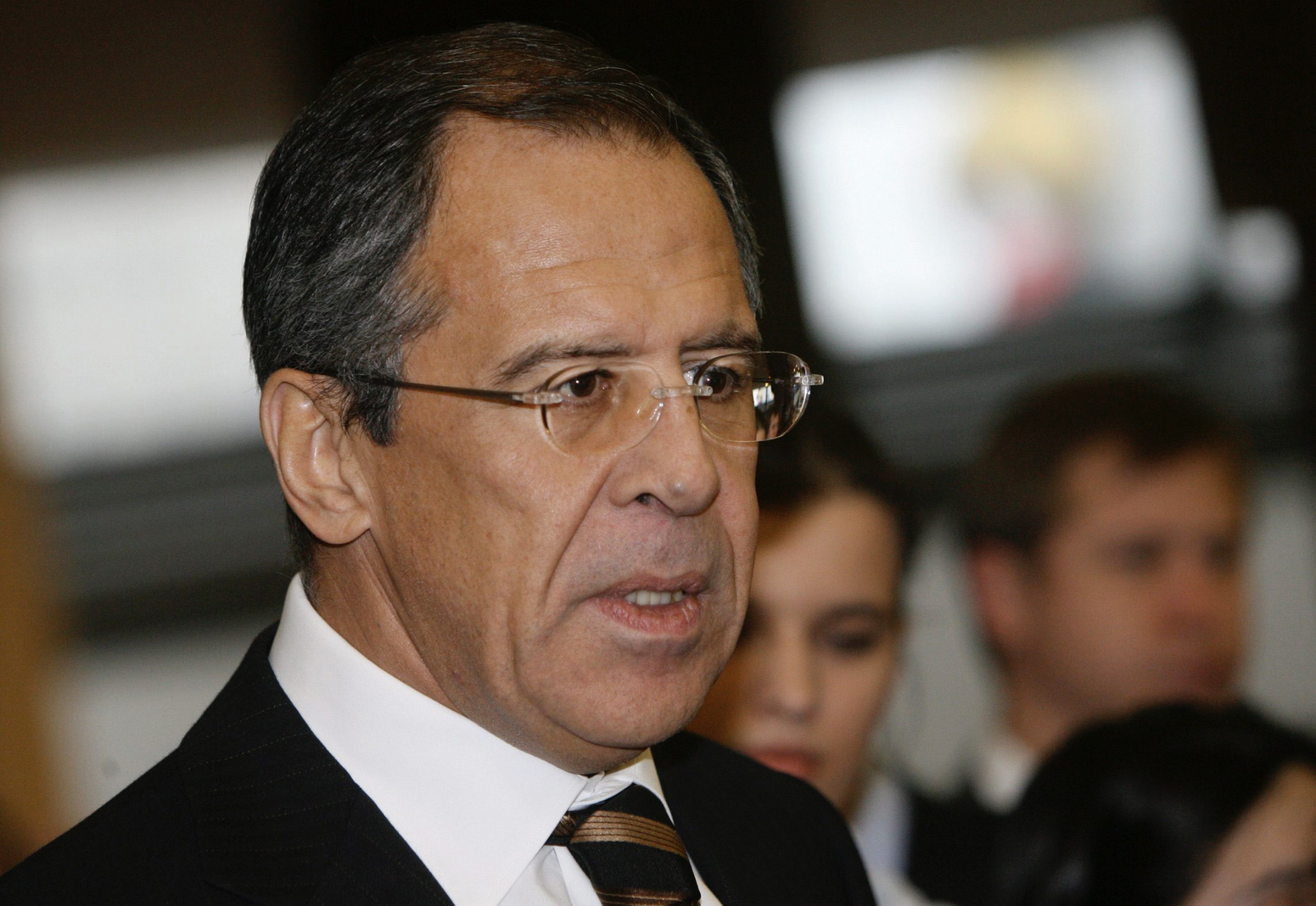
セルゲイ・ラブロフ

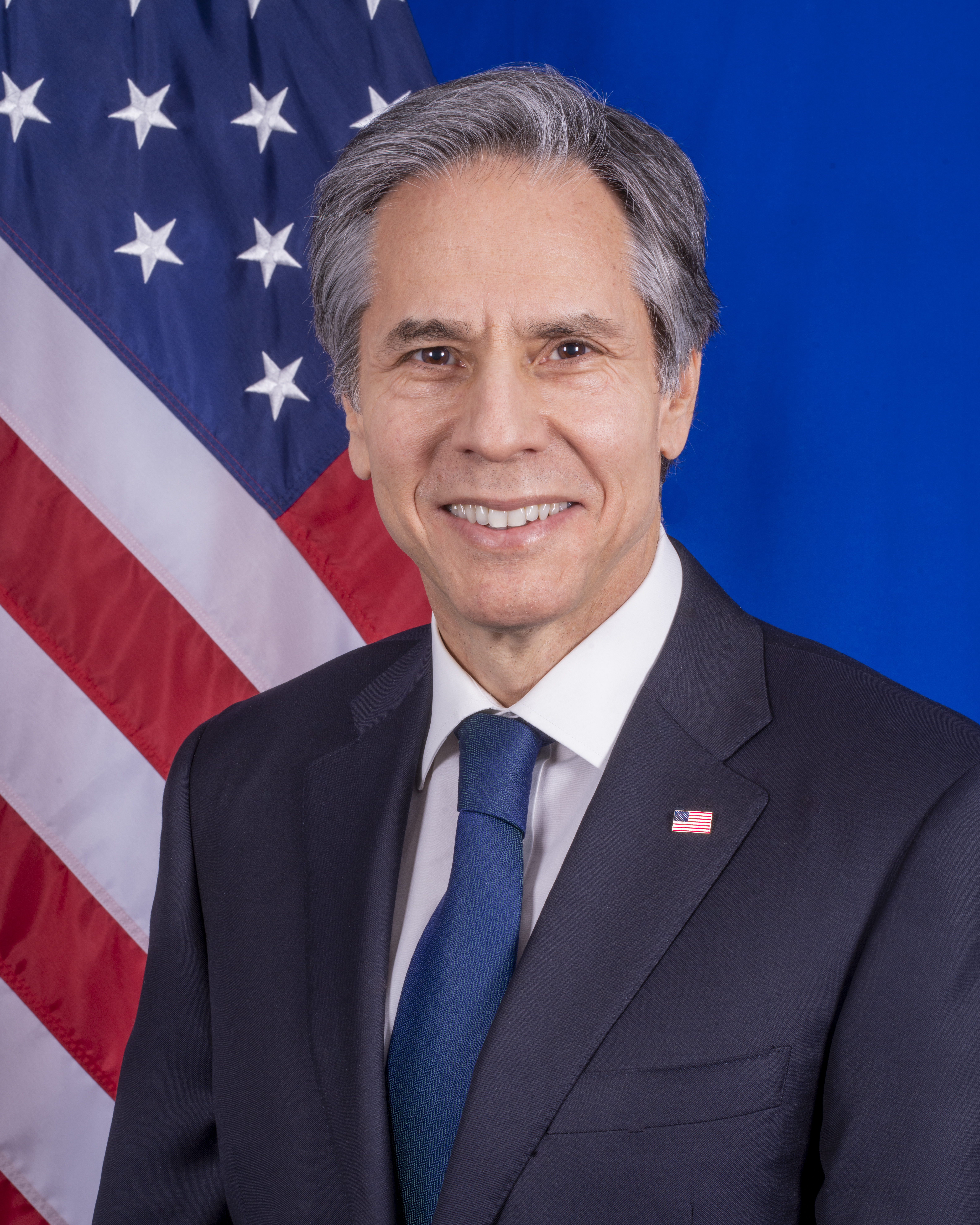
アントニー・ブリンケン

中東カルテット（ちゅうとうカルテット）とは、パレスチナ問題にかんする和平プロセスを仲介するアメリカ合衆国、ロシア、欧州連合、国際連合の4者を指す。マドリード・カルテットともいう。この4者による枠組みは、2002年に中東での対立が激化したことを受けて、スペインの首相ホセ・マリア・アスナールによってまとめられた。2007年から2015年にかけて、トニー・ブレアが4者の特使を務めていた。

## 特使
2005年4月、ガザ地区撤退計画に対応する特使に元世界銀行総裁のジェームズ・ウォルフェンソンが任命された。ところがウォルフェンソンは、イスラム過激派のハマスへの制裁とパレスチナ自治政府への送金停止により武力衝突の危険が高まったことを受けて特使を辞任した。
2007年6月27日、この日首相を退任し、また庶民院議員も辞職したイギリスのトニー・ブレアがカルテットの特使就任要請を受諾すると表明した。この人選については当初ロシアは反対していたが後に承認している。なお特使に関する国際連合の役割は資金と安全確保の監督にあたるというものである。その後、ブレアは2015年5月27日に特使を退任し、同年11月にオランダのキト・デ・ブールが新たな特使となった。

## カルテットの構成と代表者
- 国際連合 - トル・ウェネスランド（英語版）（中東和平担当特別調整官）
- 欧州連合 - ジョセップ・ボレル（欧州連合外務・安全保障政策上級代表）
- ロシア - セルゲイ・ラブロフ（外相）
- アメリカ合衆国 - アントニー・ブリンケン（国務長官）
- 特使 - ジョン・N・クラーク（英語版）（カナダ）